# Ściana przed Skokiem

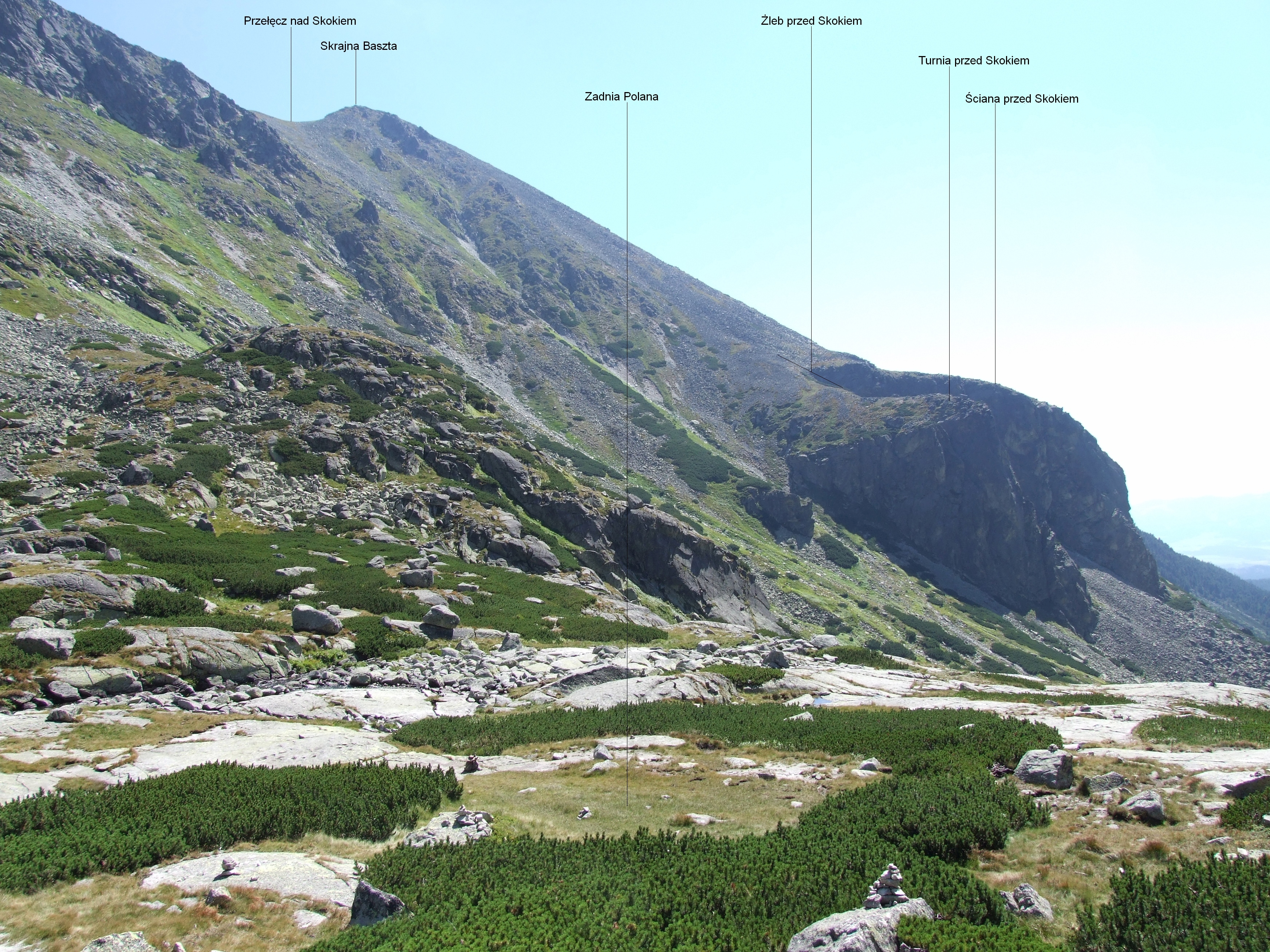

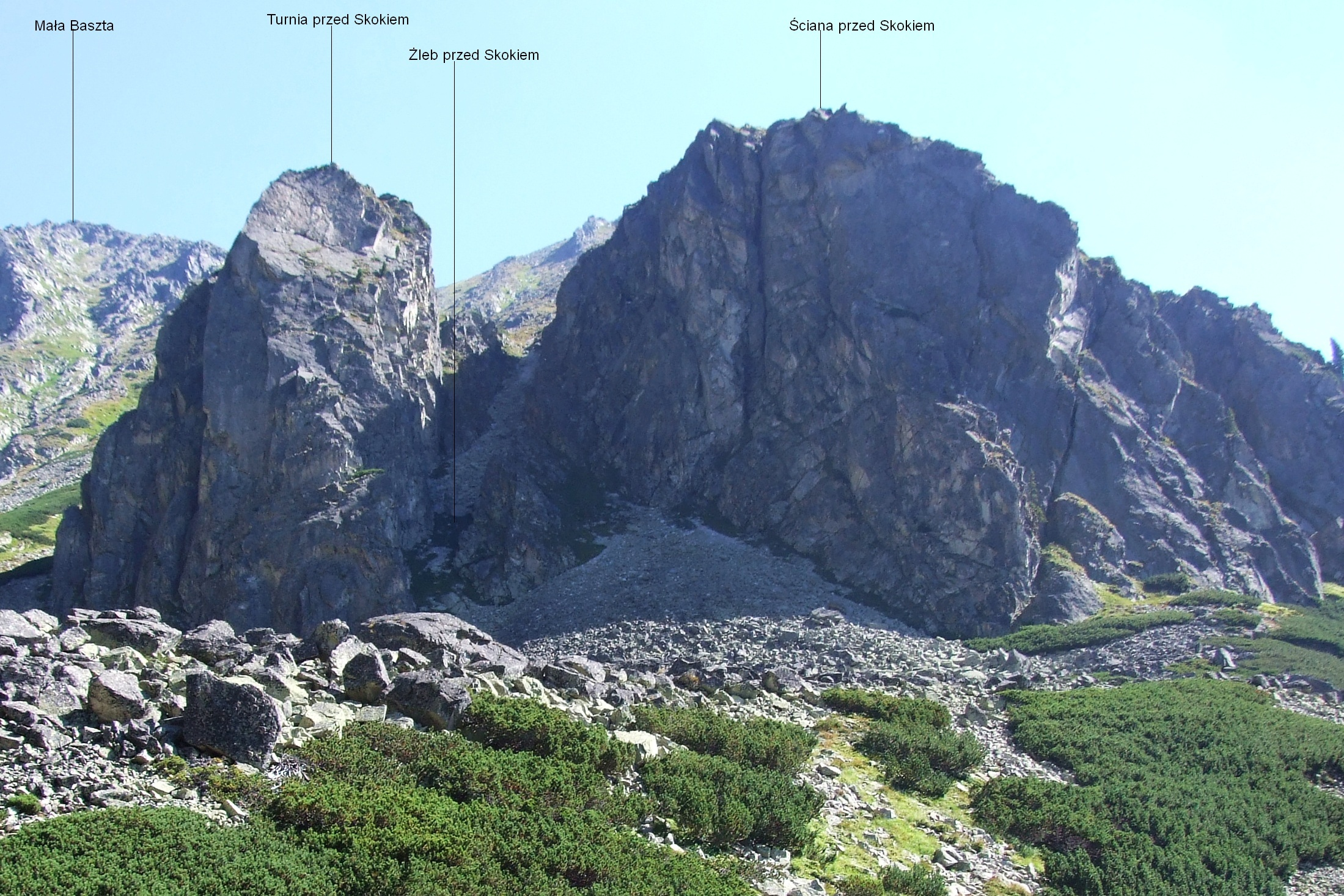

Ściana przed Skokiem (słow. Stena pod Skokom, ok. 1860 m) – turnia w zachodnim zboczu Skrajnej Baszty w Grani Baszt w słowackich Tatrach Wysokich. Znajduje się w lewym zboczu Doliny Młynickiej w pobliżu Wodospadu Skok. Są tutaj dwie symetryczne turnie: Turnia przed Skokiem (północna, lewa) i Ściana przed Skokiem (południowa, prawa) rozdzielone Żlebem przed Skokiem. 

## Nazewnictwo
Arno Puškáš nadał północnej turni nazwę Veža pod Skokom, południowej Stena pod Skokom. W slangu taternickim turnie mają nazwy Lewy Cyc (północny) i Prawy Cyc (południowy) lub Cyce. Ta nazwa uzasadniona jest tym, że oglądane z dalsza, z góry i z boku, kojarzą się z kobiecym biustem. Władysław Cywiński zaakceptował nazwy Puškáša nieco je modyfikując. Nie przyjął nazw używanych przez taterników, nie z powodu purytanizmu, lecz dlatego, że 99% ludzi (turyści) ogląda te turnie z dołu, z dna Doliny Młynickiej, skąd wyglądają zupełnie inaczej i nie kojarzą się z kobiecym biustem. Na mapie Polkartu obydwie turnie zaznaczone są jako Veža nad Skokom. Kartografowie zaakceptowali tu nazwę Puškáša, który był niekonsekwentny i raz posługiwał się nazwą Veža nad Skokom, raz Veža pod Skokom.

## Taternictwo
Ściana przed Skokiem ma niemal poziomy taras grzbietowy o długości kilkudziesięciu metrów. Do dna doliny obrywa się pionową ścianą zachodnią o wysokości ponad 100 m. Prawa część jej podstawy jest prawie pozioma, zbudowana z wielkich, litych płyt. Lewa część jest silnie ukośna, bardziej spękana i w środku przecięta pionowym, głębokim i szerokim kominem. Od północy ograniczona jest Żlebem przed Skokiem, od południa wąskim i trawiastym żlebkiem, który w środkowej części ma 30-metrowej wysokości próg. Jest na niej 9 dróg wspinaczkowych.
1. Prawym skrajem ściany; IV w skali tatrzańskiej, czas przejścia 1 godz.
2. Prawą częścią ściany; VII-, 2-3 godz.
3. Środkiem Trójkąta; VII-
4. Prawą rysą; IV
5. Prawą częścią górnej płyty; IV, 3 godz.
6. Środkiem górnej płyty; IV+, A1, 5 godz.
7. Kominem; V, 4 godz.[1]